# Plestiodon tetragrammus
Plestiodon tetragrammus är en ödleart som beskrevs av Baird 1859. Plestiodon tetragrammus ingår i släktet Plestiodon och familjen skinkar. Inga underarter finns listade i Catalogue of Life.
Arten förekommer i södra USA och i nordöstra Mexiko. Utbredningsområdet sträcker sig från Texas till Querétaro Arteaga och norra Veracruz i Mexiko. Denna ödla når i bergstrakter 2300 meter över havet. Habitatet varierar mellan gräsmarker, buskskogar, skogarnas kanter och galleriskogar.
Individerna gömmer sig ofta i lövskiktet, i döende buskar, i förvaringsbyggnader eller bakom annan bråte. Under sommaren lever Plestiodon tetragrammus främst nergrävd i marken. Honor lägger ägg.
Ibland dödas ett exemplar av personer som har missuppfattningen att ödlan är giftig. Allmänt är Plestiodon tetragrammus vanligt förekommande. IUCN kategoriserar arten globalt som livskraftig.